# Campeonato Roraimense de Futebol de 1981
O Campeonato Roraimense de Futebol de 1981 foi a 22ª edição do futebol em Roraima. A competição contou com cinco clubes e teve como campeão o Atlético Roraima.

## Participantes
- Atlético Roraima (Boa Vista)
- Baré (Boa Vista)
- River-RR (Boa Vista)
- São Raimundo-RR (Boa Vista)

## Triangular final

### Partida decisiva
O Atlético Roraima sagrou-se campeão desta edição ao vencer o São Raimundo por 2–1,[carece de fontes?] garantindo seu primeiro título da década, e, para ambos, uma vaga ao Copão da Amazônia de 1982 como os representantes roraimenses.
| 1981 | Atlético Roraima          | 2 - 1 | São Raimundo-RR |  |
|      | Gol marcado · Gol marcado |       | Gol marcado     |  |